# Natalie (serwis internetowy)
Natalie (jap. ナタリー Natarī) – japoński serwis informacyjny poświęcony rozrywce, uruchomiony 1 lutego 2007, którego właścicielem jest Natasha, Inc. Jego nazwa pochodzi od piosenki Julio Iglesiasa o tej samej nazwie. Natalie dostarcza wiadomości dla wiodących japońskich portali i sieci społecznościowych, takich jak Mobage Town, GREE, Livedoor, Excite, Mixi, i Yahoo! Japan. Serwis odniósł również sukces na Twitterze, licząc ponad 1 510 000 obserwujących w lutym 2017, będąc tym samym trzecią najczęściej obserwowaną japońską firmą medialną, ustępując jedynie Mainichi Shimbun i Asahi Shimbun.

## Historia
Firma Natasha, Inc., będąca dostawcą treści, została założona w grudniu 2005, stając się spółką z ograniczoną odpowiedzialnością (yūgen-gaisha) w lutym 2006, a w styczniu 2007 została przekształcona w spółkę akcyjną (kabushiki-gaisha).
1 lutego 2007 Natasha, Inc. uruchomiło własny serwis informacyjny Natalie, nazwany na cześć piosenki „Nathalie” autorstwa Julio Iglesiasa. Był on poświęcony wyłącznie wiadomościom z branży muzycznej i stworzony z myślą o codziennych aktualizacjach, czego gazety nie mogły robić. Na stronie była także dostępna opcjonalna rejestracja, dzięki której użytkownik mógł komentować artykuły i tworzyć listę maksymalnie 30 artystów, o których chciałby otrzymywać aktualizacje.
Serwis szybko się rozwijał. 25 grudnia 2008 otwarto podstronę Comic Natalie (jap. コミックナタリー) z wiadomościami na temat mangi, a 5 sierpnia 2009 Owarai Natalie (jap. お笑いナタリー) z wiadomościami o komikach.
23 marca 2015 uruchomiono podstronę z wiadomościami poświęconymi filmom, Eiga Natalie (jap. 映画ナタリー), a 2 lutego 2016 podstronę z wiadomościami teatralnymi, Stage Natalie (jap. ステージナタリー). 18 maja 2011 powstała także podstrona z wiadomościami o przekąskach, Oyatsu Natalie (jap. おやつナタリー), ale okazała się ona krótkotrwała i została zamknięta 31 sierpnia tego samego roku.

## Kierownictwo
Założycielem i dyrektorem wykonawczym Natasha, Inc. jest Takuya Ōyama, który pełni również rolę redaktora naczelnego portalu z wiadomościami muzycznymi. Od 2008 roku dyrektorem zarządu i redaktorem naczelnym Comic Natalie jest Gen Karaki, basista, który grał z takimi artystami jak Speed, Ram Rider, Haruko Momoi i Nana Katase.
Od 2014 roku Natasha jest spółką zależną KDDI.